# Pietros
Der Pietros, auch Vârful Pietrosul, ist mit 2303 m der höchste Berg des Rodnaer Gebirges und der Ostkarpaten. Er liegt im rumänischen Kreis Maramureș nahe den Ortschaften Borșa und Moisei. Der Pietrosu Mare steht unter Naturschutz und ist Teil des Nationalparks Rodna-Gebirge.

Auf dem Pietros